# Quênia britânico
Quênia britânico, formalmente Colônia e Protetorado do Quênia, foi parte do Império Britânico, no território do atual Quênia. Foi criado quando a antiga África Oriental Britânica foi transformada em uma colônia da coroa britânica em 1920. Tecnicamente, "Colônia do Quênia" referiu-se às terras do interior, enquanto uma faixa litorânea de dez milhas (aparentemente em arrendamento do sultão de Zanzibar) foi o "Protetorado do Quênia", e só foi cedido para a Colônia de Quênia, em outubro de 1963. No entanto, os dois foram controlados como uma única unidade administrativa. Mombasa, a maior cidade em 1921, tinha uma população de 32.000 na época.
Os indianos na Colônia do Quênia  contestaram a reserva dos planaltos para os europeus, e o rancor cresceu entre os indianos e os europeus. A população em 1921 foi estimada em 2.376 milhões, dos quais 9.651 eram europeus, 22.822 indianos e 10.102 árabes.
A colônia chegou ao fim em 1963, quando a independência foi acordada com os britânicos. Após a independência, a ex-colônia tornou-se conhecida como Quênia.